# Valentine (T'Pau)
Valentine is een nummer van de Britse band T'Pau uit 1988. Het is de vijfde single van hun debuutalbum Bridge of Spies. 
T'Pau-zangeres Carol Decker zei over het nummer: "Ik schreef het over een ex van mij. We kwamen elkaar tegen nadat we uit elkaar waren gegaan. Hij was verder gegaan met een leuke vriendin. We glimlachten en zeiden hallo, maar ik was nog steeds gek op hem, dus ik moest altijd verbergen hoe ik me voelde en dapper en nonchalant zijn". "Valentine" werd de derde hit voor T'Pau in hun thuisland het Verenigd Koninkrijk, waar het de 9e positie bereikte. In de Nederlandse Top 40 bereikte het een bescheiden 22e positie, en in de Vlaamse Radio 2 Top 30 kwam het tot de 16e positie. Hiermee was het de laatste hit voor T'Pau in het Nederlandse taalgebied.